# Троицкий (Мордовия)
Троицкий — посёлок в Ичалковском районе Республики Мордовия России. Входит в состав Оброчинского сельского поселения.

## История
Основан в 1923 году переселенцами из села Болдасево. В 1931 году состоял из 24 дворов.

## Население
| 2002 | 2010 |
| ---- | ---- |
| 107  | ↘100 |

Национальный состав
Согласно результатам переписи 2002 года, в национальной структуре населения мордва-эрзя составляли 73 %